# منتخب جنوب إفريقيا لهوكي الحقل للرجال
منتخب جنوب أفريقيا الوطني لهوكي الحقل للرجال (بالإنجليزية: South Africa men's national field hockey team)‏ هو ممثل جنوب أفريقيا الرسمي في المنافسات الدولية في هوكي الحقل .